# Ryotaro Araki
Ryotaro Araki (荒木 遼太郎 Araki Ryotaro?), född 29 januari 2002 i Kumamoto prefektur, är en japansk fotbollsspelare.
Araki började sin karriär 2020 i Kashima Antlers.